# Жизель Рабесахала
Марі Жизель Емі Рабесахала (фр. Marie Gisèle Aimée Rabesahala; 7 травня 1929 — 27 червня 2011) — малагасійська політична і громадська діячка, учасниця революційно-демократичного і комуністичного руху на острові, перша жінка-міністр в уряді Мадагаскару (міністр культури у 1977–1991 роках). Займаючись політикою з 17 років, стала першою мадагаскаркою на чолі політичної партії. Рабесахала була переконаною марксисткою і співзасновницею комуністичної Партії конгресу незалежності Мадагаскару, яка прийшла до влади в 1975 році. До своєї смерті продовжувала займатися політичним активізмом та журналістською діяльністю.

## Біографія
За етнічною належністю меріна, народилася в політично активній сім'ї в центральному гірському місті Тананаріве (нині Антананаріву). Її батько був унтер-офіцером французької армії, тому в дитинстві вона багато переїжджала з родиною, поки батька перекидали між постами у Франції, Тунісі і Малі. Після його смерті повернулася на Мадагаскар у 1942 році. У дитинстві прагнула стати черницею, але скористалася можливістю, що випала в той час небагатьом малагасійським жінкам — отримати повну освіту в ліцеї Тананаріве. Отримавши роботу стенографістки, з 17-річного віку була залучена в місцеві націоналістичні кола.

### Початок політичної кар'єри
Рабесахала була ініціаторкою створення в 1950 році і першою генеральною секретаркою Comité de Solidarité Malgache (Мальгаського комітету солідарності), що захищав жертв репресій з боку французької колоніальної влади після повстання 1947–1948 років і вимагав звільнення політичних ув'язнених. Комітет допомагав родинам в'язнів, а вона писала статті для преси і привертала увагу міжнародного співтовариства до їх важкого становища, а також підтримувала зв'язок з лівими депутатами національних зборів Франції і організувала петиції президенту Франції Венсану Оріолі.
У 1951 році була серед засновників і керівників марксистської групи на Мадагаскарі «Імунгу вау-вау», а в 1956 році очолила створену на основі Комітету солідарності політичну партію Союз малагасійського народу. В тому році вона виявилася першою мадагаскарською жінкою, що стала лідеркою політичної партії, і обраною муніципальною депутаткою. 
Вона також перебувала у виконавчому комітеті малагасійської профспілки FISEMA, що входив в прокомуністичне французьке профоб'єднання Загальна конфедерація праці та співпрацювала в редакційній колегії націоналістичної газети Imongo Vaovao, яка перебувала в жорсткій опозиції французькому колоніальному правлінню на Мадагаскарі; цю посаду вона зберегла до 2011 року. Крім того, вона сприяла організації молодіжного руху в країні. 
У 1958 році співзаснувала Партію конгресу незалежності Мадагаскару (AKFM; з 1976 Партія конгресу незалежності Мадагаскару — Демократичний комітет підтримки Хартії малагасійської соціалістичної революції), що об'єднала п'ять організацій у політичну силу комуністичного спрямування. У 1959 році обрана її генеральною секретаркою, залишалася нею до 1990 року.

### У владі
У 1975 році, через 15 років після отримання незалежності острова від Франції, Партія конгресу незалежності Мадагаскару прийшла до влади, заснувавши Демократичну Республіку Мадагаскар, що проголосила соціалістичну орієнтацію. Рабесахала з 1976 року представляла AKFM в політбюро Національного фронту захисту революції (AREMA) — коаліції шести лівих політичних партій, які підтримали Хартію малагасійські соціалістичної революції. Також представляла своє рідне місто Антананаріву в якості депутата національних зборів. У 1977 році призначена міністром культури і революційного мистецтва, ставши першою жінкою-міністром Мадагаскару. Очолювала це міністерство до 1991 року (з 1989 року воно називалося просто міністерством культури).
У серпні 1991 року уряд Гі Разанамасі в рамках переходу до багатопартійної демократії розформував міністерство. До того часу AKFM розкололася між реформістами і комуністами-прихильниками жорсткої лінії. Рабесахала залишилася в Партії конгресу незалежності Мадагаскару, яка у 1990 році об'єднала зусилля з колишнім президентом ДРМ Дідьє Раціракою під егідою Бойового руху за малагасійський соціалізм. Рацірака зазнав поразки у другому турі президентських виборів 1993 року, а AKFM не отримала жодного депутатського мандату.

### Пізні роки
Рабесахала критикувала новий уряд Альберта Зафі у своїй публіцистиці і памфлетах. Після повернення до влади Раціраки на виборах 1997 року вона відновила свій політичний вплив, будучи радницею прем'єр-міністра Паскаля Ракотомаво, але подала у відставку в 1998 році, коли AKFM знову не змогла отримати жодного місця в парламенті, а адміністрація прийняла стратегію ліберальних ринкових реформ. Вела таємну роботу над створенням багатопартійної коаліції на підтримку президента Раціраки і призначена ним сенаторкою і однією з шести віцепрезидентів. Коли до влади в 2002 році прийшов Марк Раваломанана, Рабесахала виступила активною противницею політичного курсу, в якому вона вбачала іноземне втручання та неолібералізм в економіці.
Рабесахала ніколи не була у шлюбі й не мала дітей, стверджуючи, що віддає перевагу «служити моїй країні, а не одній людині». Померла 27 червня 2011 року у 82-річному віці